# Codringtonia codringtonii
Codringtonia codringtonii es una especie de molusco gasterópodo pulmonado terrestre de la familia Helicidae.

## Distribución geográfica
Es endémica de Grecia.  